# Feldbahnmuseum Guldental
Feldbahnmuseum Guldental – muzeum kolejnictwa zlokalizowane w południowo-wschodniej części niemieckiej miejscowości Guldental (Nadrenia-Palatynat). Poświęcone jest przede wszystkim historii i eksploatacji kolei polowych.
Muzeum otwarte w 2000, zlokalizowane jest na wzgórzach Honigberg. W skład ekspozycji (na terenie lokomotywowni) wchodzi pięćdziesiąt lokomotyw z lat 1903–1981, a także dwu- lub trzykilometrowa trasa do wyrobiska otwarta w 2014, po której kursują pociągi turystyczne. Kolej polowa łączyła dawniej wyrobisko piasku w Guldental z najbliższą stacją kolejową w tej samej miejscowości, na nieczynnej obecnie linii nr 3021 z Langenlonsheim do Simmern. Najcenniejszym eksponatem taborowym jest parowóz Orenstein & Koppel pochodzący z 1903.
Z płaskowyżu, na którym zlokalizowana jest placówka roztacza się widok na wzgóra Soonwald i Taunus.
Placówka jest ściśle związana z historią rodziny Faustów. Dzisiejsze pole namiotowe, które zbudowali bracia Faust, było niegdyś piaskownią formierską, która obsługiwana była przez kolej polową.